# Pavel Frýbort
Pavel Frýbort, vlastním jménem Pavel Hříšný (20. května 1946 Liberec – 27. března 2007 Praha ) byl český publicista, prozaik, překladatel z polštiny a dramatik.

## Studia a zaměstnání
Po maturitě na SVVŠ v Turnově (1965) studoval v letech 1966–1968 psychologii v Krakově (Polsko), poté na Filozofické fakultě Univerzity Karlovy, zde však studium nedokončil. Roku 1970 začíná pracovat pro deník Mladá fronta, souběžně s tímto zaměstnáním absolvoval scenáristiku na FAMU. Ve druhé polovině 70. let spolupracoval s Československým rozhlasem, v letech 1978–1982 působil na lektorském oddělení Filmových studií Barrandov, v letech 1984–1989 redaktor časopisu Kmen, od roku 1990 spoluvydavatel detektivní revue Knokaut. V roce 1995 se stal dramaturgem situačního seriálu Nováci, vysílaného televizí Nova. V posledních letech pracoval jako redaktor týdeníku Květy.
Pavel Frýbort byl ženatý a má dvě dcery.

## Tvorba

### Próza
Témata a hlavní postavy jsou ve většině děl podobná. Hlavními hrdiny jsou obyčejní lidé, mající sny a ideály, ale při cestě za nimi se stávají oběťmi manipulací vyšších mocí a často pak musejí bojovat i o holý život. Díla obsahují rychlé zvraty, kriminální i erotické zápletky a překvapivé pointy.
- Jen jednou dostat šanci (1984, Práce)
- Vekslák (1988) – zfilmováno (Vekslák aneb Staré zlaté časy, 1994, režie Jan Prokop)
- Pouť (1989)
- Přesilová hra (1990) – zfilmováno (Divoká svině, 1990, režie Jan Kubišta); reedice nese původní jméno Power play
- Vekslák 2 aneb Malý český bordel (1993)
- Vekslák 3. A po nás potopa (1995)
- Válka policajtů (1997)
- Karneval trpaslíků (1998)
- Poslední soud (1999)
- Berunky (2001)
- Reportér (2001)
- Městečko jako malované (2002)
- Muž na prodej 2003)
- Bodyguard (2004)
- Dohazovač (2005)
- Agentura - hlavní hrdina Bebe rozpoutává nepokoje na malém městě, které pak využívá Agentura k prodeji médiím. (2006)
- Vyjednávač (2007)

### Překlady
- Z. Chadzińska: Řád za lásku (1982)
- J. Edigey: Král Babylonu (1990)

### Dramata
- Neapolské lásky (1976, podle Carla Goldoniho)
- Blues ztracené kytary (1986)